# غريغ روبنسون (لاعب كرة قدم أمريكية أمريكي)
غريغ روبنسون (بالإنجليزية: Greg Robinson)‏ هو لاعب كرة قدم أمريكية أمريكي، ولد في 7 أغسطس 1969 في غرينادا في الولايات المتحدة.